# Nationale Bibliotheek van Chili
De Nationale Bibliotheek van Chili (Spaans: Biblioteca Nacional de Chile) is de nationale bibliotheek van Chili.
Ze werd reeds opgericht in 1813 in het Chileense Patria Vieja tijdperk, enkele dagen na de stichting van de Instituto Nacional. De oprichtingsakte (Proclama de Fundación) verscheen op 19 augustus 1813 in de krant El Monitor Araucano. Samen met de installatie werd de bevolking opgeroepen boeken te schenken aan de bibliotheek. Initieel werd de bibliotheek beheerd door de Real Universidad de San Felipe, een universiteit die in 1842 werd omgevormd tot de Universiteit van Chili. De Nationale Bibliotheek werd een autonome instelling in 1852. Bij de honderdste verjaardag in 1913, verkreeg het instituut de gronden van het voormalig klooster Monasterio de Santa Clara aan La Alameda. Bouwwerken starten voor het in 1925 ingehuldigd en sindsdien in gebruik gebleven neoclassicistisch bouwwerk van de instelling. Het in 1927 opgerichte nationaal archief (Archivo Nacional de Chile) is ook in het gebouw gevestigd.
De Biblioteca Nacional ligt dus aan La Alameda, officieel de Avenida Libertador General Bernardo O'Higgins, de hoofdverkeersader doorheen het centrum van de Chileense hoofdstad Santiago. Ze kijkt oostwaarts uit op een aangrenzend klein park met daarin een bekende heuvel in de stad, de Cerro Santa Lucía en wordt bediend door het op de straathoek gelegen metrostation Santa Lucía, gelegen aan lijn 1 van de metro van Santiago. Het interieur, verdeeld over twee hoofdverdiepingen en een kelder, is verfraaid en versierd met gebeeldhouwde marmeren trappen, sculpturen en schilderijen van enkele van de klassieke kunstenaars van het land, zoals Alfredo Helsby en Arturo Gordon. De collectie bevat meer dan een miljoen boeken en manuscripten.
De bibliotheek handhaaft en onderhoudt ook een bibliografische databank die toelaat de bibliografische activiteiten en informatiediensten van de bibliotheek in internationale programma's te integreren en de bibliotheek maakt tot het centrum van het bibliotheeksysteem van Chili. Deze classificatie verkreeg supranationaal belang en wordt internationaal gehanteerd.